# Duran Duran (musikalbum 1993)
Duran Duran (även kallat The Wedding Album) är ett musikalbum med den brittiska gruppen Duran Duran utgivet 1993. 
Skivan blev en enorm comeback för bandet i och med världshiten "Ordinary World" som bland annat blev etta både i Storbritannien och USA. Låten "Come Undone" blev också en stor hit och bandet upplevde en renässans efter att i princip varit uträknade. Gruppen var vid den här tidpunkten väldigt produktiva med flera idéer och albumet var färdiginspelat redan 1992 innan 'Come Undone' snabbt spelades in i den nya sessionen till det som senare skulle bli albumet "Thank You". Vissa promotion-versioner av detta albumet existerar utan den 'Come Undone'.

## Låtlista
1. Too Much Information
2. Ordinary World
3. Love Voodoo
4. Drowning Man
5. Shotgun
6. Come Undone
7. Breath After Breath
8. UMF
9. None Of The Above
10. Femme Fatale
11. Shelter
12. To Whom It May Concern
13. Sin Of The City

Bonusspår:
1. Time for Temptation
2. Stop Dead
3. Falling Angel (B-sida)